# Diana Bracho
Diana Guadalupe Bracho y Bordes Mangel  (Mexikóváros, Mexikó, 1944. december 12. –) mexikói színésznő.

## Élete
1944. december 12-én született. Karrierjét 1970-ben kezdte. 1986-ban főszerepet kapott a Cuna de lobos című telenovellában. 1994-ben a Caprichóban játszott. 2008-ban megkapta Gabriela Acevedo de Elizondo szerepét a Fuego en la sangre című telenovellában.

## Filmográfia

### Telenovellák
- Mi marido tiene familia (2017) - Blanca Gómez de Córcega
- El Hotel de los Secretos (2016) - Teresa de Alarcón
- Quiero amarte (2013) - Lucrecia Ugarte de Montesinos
- Rafaela doktornő (Rafaela) (2011) - Morelia de la Vega
- Fuego en la sangre (2008-2009) - Gabriela Acevedo de Elizondo
- Heridas de amor (2006) - Bertha de Aragón
- Bajo la misma piel (2003-2004) - Sara Ortiz Escalante
- El derecho de nacer (2001) - Clemencia Rivera del Junco
- María del Carmen (Abrazáme muy fuerte) (2000-2001)
- Cuento de Navidad (1999-2000) - Queta
- Infierno en el paraíso (1999) - Dariana Valdivia
- Titkok és szerelmek (El privilegio de amar) (1998-1999) - Ana Joaquina Velarde (fiatal)
- Retrato de familia (1995-1996) - Irene Mariscal
- Alondra (1995) - Alondra
- El vuelo del águila (1994-1995) - Sara Pérez de Madero
- Capricho (1993) - Eugenia Aranda
- Cadenas de amargura (1991) - Evangelina Vizcaíno Lara
- Pasión y poder (1988) - Laura Gómez Luna
- Cuna de lobos (1986-1987) - Leonora Navarro de Larios
- Esperándote (1985) - Isabel
- Leona Vicario (1982) - Leona Vicario
- El amor llegó más tarde (1979) - Mrs. Dobuti
- Ángel Guerra (1979) - Lorenza
- Los miserables (1973) - Cosette
- Mi primer amor (1973) - Elena

### Filmek
- Martín al amanecer (2009) - Lucía
- Divina Confusión (2008) - Julia
- 3:19 (2008) - Lucía
- Quemar las naves (2007) - Catalina
- J-ok'el (2007) - J-ok'el
- El Umbral (2003) - Mercedes
- Vivir mata (2002)
- Dreaming of Julia (2001) - Beta
- Y tu mamá también (Anyádat is) (2001) - Silvia Allende de Iturbide
- Las caras de la luna - Magdalena Hoyos
- La otra conquista (1998) - Doña Juana
- Un baúl lleno de miedo (1997)
- Entre Pancho Villa y una mujer desnuda (1995) - Gina López
- Serpientes y escaleras (1992)
- El secreto de Romelia (1988) - Dolores de Roman
- Redondo (1985)
- Yo no lo sé de cierto, lo supongo (1982)
- Antonieta (1982) - Juana
- Entre paréntesis (1982)
- El héroe desconocido (1981)
- La leyenda del tambor (1981)
- Max Domino (1981)
- The Dogs of War (1980) - Nun
- El infierno de todos tan temido (1979)
- La tía Alejandra (1979) - Lucía
- Crónica íntima (1976)
- Las poquianchis (1976) - Adelina
- Actas de Marusia (1975) - Luisa
- El hombre del puente (1975)
- El cumpleaños del perro (1974) - Silvia
- El encuentro de un hombre solo (1974) - Renata Castillo
- Los Miserables (1974) - Cossette
- El castillo de la pureza (1973) - Utopía
- El Santo Oficio (1972) - Mariana De Carvajal
- Inmaculada (1950) - Rosalia cuando niña
- San Felipe de Jesús (1949)